# TISUS
TISUS (скорочене від англ. Test in Swedish for University Studies, швед. Test i svenska för universitets) — державний іспит, що відбувається заздалегідь, до вступу у виші (до першого курсу вищої освіти). Таке тестування «TISUS» є перевіркою знань шведської мови на рівні «C1» (відповідно до критеріїв Ради Європи) на отримання права вищої освіти у Швеції. Іспит складається з трьох частин:
- читання,
- писемність,
- співбесіда.

Оцінка може відрізнятися у тесті: «пройшло» (швед. godkänd) або «відсутнє» (швед. underkänd).